# Manolete (periodista)
Manuel "Manolete" Esteban Fernández (Madrid, 18 de julio de 1957-Madrid, 7 de agosto de 2025) fue un periodista deportivo español.

## Biografía
Nacido en la Plaza del Dos de Mayo de Madrid, se vinculó al periodismo deportivo radiofónico y desde 1992 desarrolló su carrera profesional en la cadena SER, donde formó parte del equipo de José Ramón de la Morena en El larguero. Cubrió especialmente información referente al Club Atlético de Madrid y al mercado de fichajes. Fue también redactor jefe del Diario AS y en septiembre de 2021 anunció su retirada, debido a la enfermedad de Parkinson que sufría. Colaboró también con Don Balón, Telemadrid, Onda Madrid y Radio España.

## Obras
- Soy del Atlético, ¡y qué! (2008).
- El gran partido (2010), junto a Tomás Roncero.
- La revolución cholista (2015).